# Президент на Молдова
Президентът на Република Молдова (на румънски: Președintele Moldovei) е държавният глава на страната. Той се избира на всеки четири години чрез преки избори, като има право и на едно преизбиране.

## Списък на президентите на Молдова
| #  | Име                   | Мандат         | Политическа партия             |
| -- | --------------------- | -------------- | ------------------------------ |
| 1. | Мирча Снегур          | 1990 – 1997 г. | независим                      |
| 2. | Петро Лучински        | 1997 – 2001 г. | Аграрна партия                 |
| 3. | Владимир Воронин      | 2001 – 2009 г. | Партия на комунистите          |
| -  | Михай Гимпу (и.д.)    | 2009 – 2010 г. | Либерална партия               |
| -  | Владимир Филат (и.д.) | 2010 – 2010 г. | Либералнодемократическа партия |
| -  | Мариан Лупу (и.д.)    | 2010 – 2012 г. | Демократическа партия          |
| 4. | Николае Тимофти       | 2012 – 2016 г. | независим                      |
| 5. | Игор Додон            | 2016 – 2020 г. | Партия на социалистите         |
| 6. | Мая Санду             | 2020 –         | Действие и солидарност         |